# L'Électrique
La société L'Électrique est un constructeur automobile français.

## Production

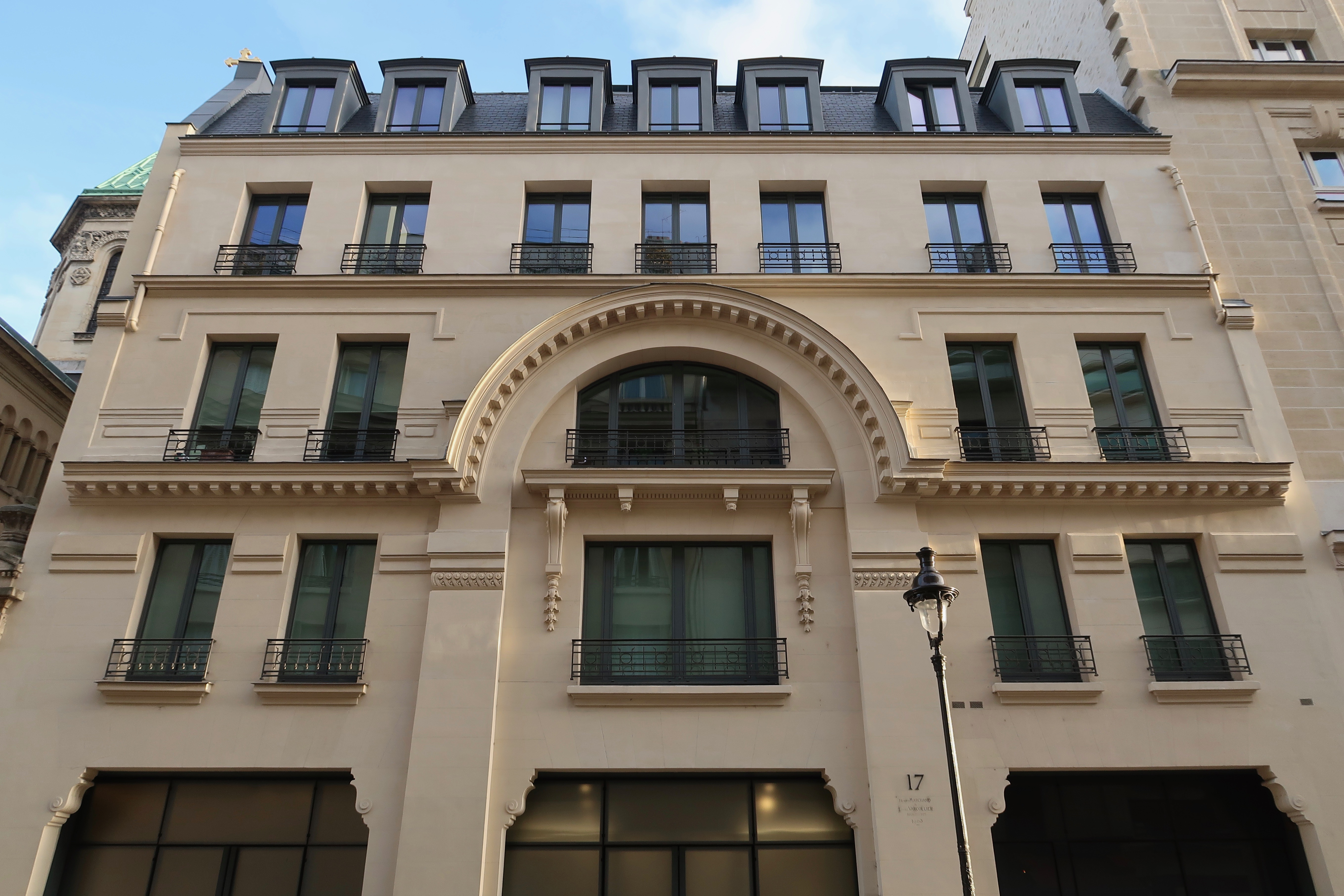
17 rue Jean-Goujon.

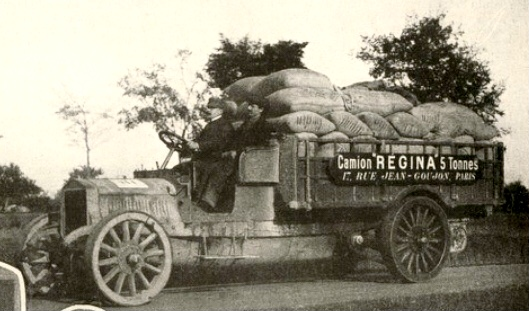
Regina Camion 5 t.(1907)

La société L’Électrique a été fondée par Bernard Maurice Dufresne et le comte de Gantaut Biron.
Au siège de l’entreprise au 17, rue Jean-Goujon à Paris, l’entreprise a d’abord commencé à fabriquer des voitures avec des véhicules électriques sous la marque Gallia. Les véhicules étaient également vendus sous la marque Galliette.
La Società Italiana Vetture Elettriche Gallia de Turin fabriquait des modèles Gallia sous licence.
La production automobile a commencé en 1903 et s’est terminée en 1908.
Afin d’atteindre les clients plus intéressés par les véhicules à moteur à combustion, un accord de licence a été conclu avec l’usine allemande Dixi à Eisenach.
Ces véhicules étaient vendus sous la marque Regina ou Regina-Dixi.
Les moteurs Regina-Dixi étaient disponibles dans les moteurs à quatre cylindres dans les tailles suivantes :
- Alésage 100 mm, course 100 mm = 3 141 cm3 ;
- Alésage 110 mm, course 130 mm = 4 942 cm3
- Alésage 120 mm, course 150 mm = 6 786 cm3[3].

Il n’y avait aucun lien avec Automobiles Regina (1922-1925).